# 이치노미야촌 (가가와현)
이치노미야촌(일본어: 一宮村)은 일본 가가와현 가가와군에 있던 촌이다.

## 인구
| \| 1920년（다이쇼9년） \| 3,813명 \| \| \| 1925년（다이쇼14년） \| 3,900명 \| \| \| 1930년（쇼와5년） \| 3,883명 \| \| \| 1935년（쇼와10년） \| 3,992명 \| \| \| 1940년（쇼와15년） \| 3,954명 \| \| \| 1947년（쇼와22년） \| 5,595명 \| \| \| 1950년（쇼와25년） \| 5,453명 \| \| \| 1955년（쇼와30년） \| 5,338명 \| \| |         |  |
| 총무성통계청 / 인구조사(1955년) |         |  |
| 1920년（다이쇼9년） | 3,813명 |  |
| 1925년（다이쇼14년） | 3,900명 |  |
| 1930년（쇼와5년） | 3,883명 |  |
| 1935년（쇼와10년） | 3,992명 |  |
| 1940년（쇼와15년） | 3,954명 |  |
| 1947년（쇼와22년） | 5,595명 |  |
| 1950년（쇼와25년） | 5,453명 |  |
| 1955년（쇼와30년） | 5,338명 |  |

## 역사
- 1898년 2월 11일 - 정촌제 시행에 의해 이치노미야촌이 성립하였다.
- 1954년 4월 1일 - 다카마쓰시 시모가와라 782의 1・782의 5에서 22・783의 1・783의 2를 다카마쓰시에 편입.
- 1956년 9월 30일 - 다카마쓰시에 편입해, 동일 이치노미야촌은 폐지되었다.

## 참고 문헌
- 角川日本地名大辞典編纂委員会, 『角川日本地名大辞典 43 香川県』, 1985, 角川書店
- 四国新聞社 編『香川年鑑』 昭和31年、四国新聞社、高松市、1955年12月15日。 NCID BB10788678。OCLC 52393151。